# Jana Stávková
Jana Stávková (* 2. května 1947 Brno) je česká ekonomka a vysokoškolská pedagožka, v letech 1997 až 2003 a opět 2006 až 2014 děkanka Provozně ekonomické fakulty Mendelovy univerzity v Brně (PEF MENDELU).
V roce 1970 absolvovala Vysokou školu zemědělskou. Téhož roku začala pracovat na rektorátu Vysoké škole zemědělské v Brně jako technická pracovnice a referentka pro vědu a výzkum. V roce 1979 začala působit jako pedagogicko-výzkumná pracovnice na Katedře statistiky a matematických metod. V roce 1981 získala titul kandidátky věd pro obor odvětvová a průřezová ekonomika a v roce 1988 se habilitovala. 
Po sametové revoluci se stala proděkankou Provozně ekonomické fakulty Mendelovy univerzity v Brně. V roce 1993 byla jmenována profesorkou statistiky a o čtyři roky později se stala jak vedoucí Ústavu marketingu a obchodu PEF MENDELU a také děkankou PEF MENDELU. Ve funkci působila po dvě funkční období do roku 2003, kdy ji vystřídal Bohumil Minařík. V letech 2003 až 2006 poté působila jako prorektorka Mendelovy univerzity v Brně. Již v roce 2006 se však funkce děkanky PEF ujala podruhé a ve funkci opět setrvala po dvě funkční období, tedy do roku 2014, kdy ji nahradil Arnošt Motyčka. V roce 2011 zároveň ukončila své působení jako vedoucí Ústavu marketingu a obchodu PEF MENDELU. V letech 2014 až 2022 působila jako členka Kontrolní rady TAČR.